# Bob Chiarelli
Robert (Bob) Chiarelli (né le 24 septembre 1941 à Ottawa) est un homme politique canadien. Il fut maire de la nouvelle ville d'Ottawa de novembre 2000 à novembre 2006 grâce à une réélection en 2003.

## Carrière àQueen's Park
Charielli se porte candidat pour le Parti libéral de l'Ontario lors de l'élection de 1985 et est facilement élu dans Ottawa-Ouest, une circonscription jadis considérée comme une forteresse du Parti progressiste-conservateur. Il est réélu lors des élections de 1990 et 1995, bien que par des marges plus minces. Il appuie la candidature de Dalton McGuinty à l'investiture du Parti libéral en 1996.
Il démissionne de son siège de député en 1997 après la mort de sa femme Carol le 27 décembre, à la suite d'une longue lutte contre le cancer.

## En tant que maire d'Ottawa
Il est élu à la présidence de la Municipalité régionale d'Ottawa-Carleton en 1997. Durant les trois années suivantes, il agit pour éliminer les deux niveaux de gouvernement dans la municipalité régionale pour les remplacer par une ville unifiée. En 2000, le gouvernement provincial conservateur de Mike Harris réalise cette réforme. À la suite de cela, Bob Chiarelli se présenté de nouveau comme maire.
En 2006, il brigue un troisième mandat à la mairie d'Ottawa dans une course à trois serrée entre lui, Alex Munter et Larry O'Brien. Après une avance pour Munter dans les sondages pour presque la totalité de la campagne, c'est finalement Larry O'Brien qui devance les deux autres candidats et est élu maire d'Ottawa, défaisant Chiarelli qui finit en troisième position.